# Saint-Fraigne
Saint-Fraigne és un municipi francès situat al departament del Charente i a la regió de la Nova Aquitània. L'any 2007 tenia 463 habitants.

## Demografia

### Població
El 2007 la població de fet de Saint-Fraigne era de 463 persones. Hi havia 178 famílies de les quals 48 eren unipersonals (24 homes vivint sols i 24 dones vivint soles), 65 parelles sense fills, 49 parelles amb fills i 16 famílies monoparentals amb fills.
La població ha evolucionat segons el següent gràfic:
Habitants censats

### Habitatges
El 2007 hi havia 249 habitatges, 188 eren l'habitatge principal de la família, 34 eren segones residències i 27 estaven desocupats. 233 eren cases i 6 eren apartaments. Dels 188 habitatges principals, 143 estaven ocupats pels seus propietaris, 36 estaven llogats i ocupats pels llogaters i 9 estaven cedits a títol gratuït; 2 tenien una cambra, 6 en tenien dues, 30 en tenien tres, 53 en tenien quatre i 97 en tenien cinc o més. 133 habitatges disposaven pel capbaix d'una plaça de pàrquing. A 79 habitatges hi havia un automòbil i a 85 n'hi havia dos o més.

### Piràmide de població
La piràmide de població per edats i sexe el 2009 era:
| Homes | Edats   | Dones |
| ----- | ------- | ----- |
| 0     | 95 o +  | 0     |
| 4     | 90 a 94 | 0     |
| 8     | 85 a 89 | 8     |
| 0     | 80 a 84 | 4     |
| 16    | 75 a 79 | 16    |
| 12    | 70 a 74 | 12    |
| 12    | 65 a 69 | 16    |
| 28    | 60 a 64 | 20    |
| 16    | 55 a 59 | 0     |
| 0     | 50 a 54 | 24    |
| 16    | 45 a 49 | 12    |
| 20    | 40 a 44 | 12    |
| 16    | 35 a 39 | 16    |
| 4     | 30 a 34 | 4     |
| 4     | 25 a 29 | 4     |
| 8     | 20 a 24 | 8     |
| 12    | 15 a 19 | 12    |
| 8     | 10 a 14 | 12    |
| 8     | 5 a 9   | 8     |
| 4     | 0 a 4   | 8     |

## Economia
El 2007 la població en edat de treballar era de 242 persones, 171 eren actives i 71 eren inactives. De les 171 persones actives 148 estaven ocupades (86 homes i 62 dones) i 23 estaven aturades (7 homes i 16 dones). De les 71 persones inactives 31 estaven jubilades, 18 estaven estudiant i 22 estaven classificades com a «altres inactius».

### Ingressos
El 2009 a Saint-Fraigne hi havia 187 unitats fiscals que integraven 430 persones, la mediana anual d'ingressos fiscals per persona era de 14.814 €.

### Activitats econòmiques
Dels 17 establiments que hi havia el 2007, 3 eren d'empreses extractives, 2 d'empreses de fabricació d'altres productes industrials, 3 d'empreses de construcció, 3 d'empreses de comerç i reparació d'automòbils, 2 d'empreses d'hostatgeria i restauració, 1 d'una empresa d'informació i comunicació, 2 d'empreses de serveis i 1 d'una empresa classificada com a «altres activitats de serveis».
Dels 5 establiments de servei als particulars que hi havia el 2009, 2 eren paletes, 1 fusteria, 1 perruqueria i 1 restaurant.
L'únic establiment comercial que hi havia el 2009 era una botiga de menys de 120 m².
L'any 2000 a Saint-Fraigne hi havia 40 explotacions agrícoles que ocupaven un total de 2.024 hectàrees.

## Poblacions més properes
El següent diagrama mostra les poblacions més properes.